# Kozaklı (district)
Kozaklı is een Turks district in de provincie Nevşehir en telt 16.364 inwoners (2007). Het district heeft een oppervlakte van 706,0 km². Hoofdplaats is Kozaklı.
De bevolkingsontwikkeling van het district is weergegeven in onderstaande tabel.
| 1997   | 2000   | 2007   |
| ------ | ------ | ------ |
| 20.756 | 23.629 | 16.364 |